# Oswald Pohl
Oswald Pohl (Duisburg, 30 de junho de 1892 – Landsberg am Lech, 7 de junho de 1951) foi um oficial da Schutzstaffel (SS) nazista responsável pelo extermínio em massa de judeus em campos de concentração durante a Segunda Guerra Mundial, através do controle, administração e exploração econômica destes campos.
Após a graduação na escola secundária em 1912, Pohl se integrou à marinha alemã onde serviu durante a I Guerra Mundial no Mar Báltico e na costa de Flandres. Ao fim da guerra, estudou comércio e direito, mas deixou a universidade para se integrar aos Freikorps, os Corpos Livres de voluntários armados que surgiram na Alemanha entre o fim da guerra e a formação do Reichswehr. Em Berlim, foi aceito na nova marinha do pós-guerra e transferido para a Polônia.
Em 1925 Pohl se tornou membro das SA, a tropa paramilitar do partido nazista, filiando-se ao partido no ano seguinte. Ele conheceu Heinrich Himmler em 1933 e tornou-se seu protegido, sendo nomeado chefe do departamento de administração do escritório do Reichsführer, recebendo a patente de SS-Standartenführer em 1934 e passando a se envolver com o planejamento e administração de campos de concentração.
A partir de 1935 Pohl começou a realizar as funções de supervisor dos campos e em 1939 tornou-se chefe dos principais departamentos nazistas ligados à construção, administração, exploração econômica e orçamento relativos a estes campos, decidindo pela distribuição de prisioneiros obrigados a trabalho forçado e seu “aluguel’ para outras atividades, como fez particularmente em Mauthausen,  até 1944.
Foi promovido a SS-Obergruppenführer e general das Waffen-SS em 1942 e dois anos depois se tornou chefe administrativo das próprias Waffen-SS.

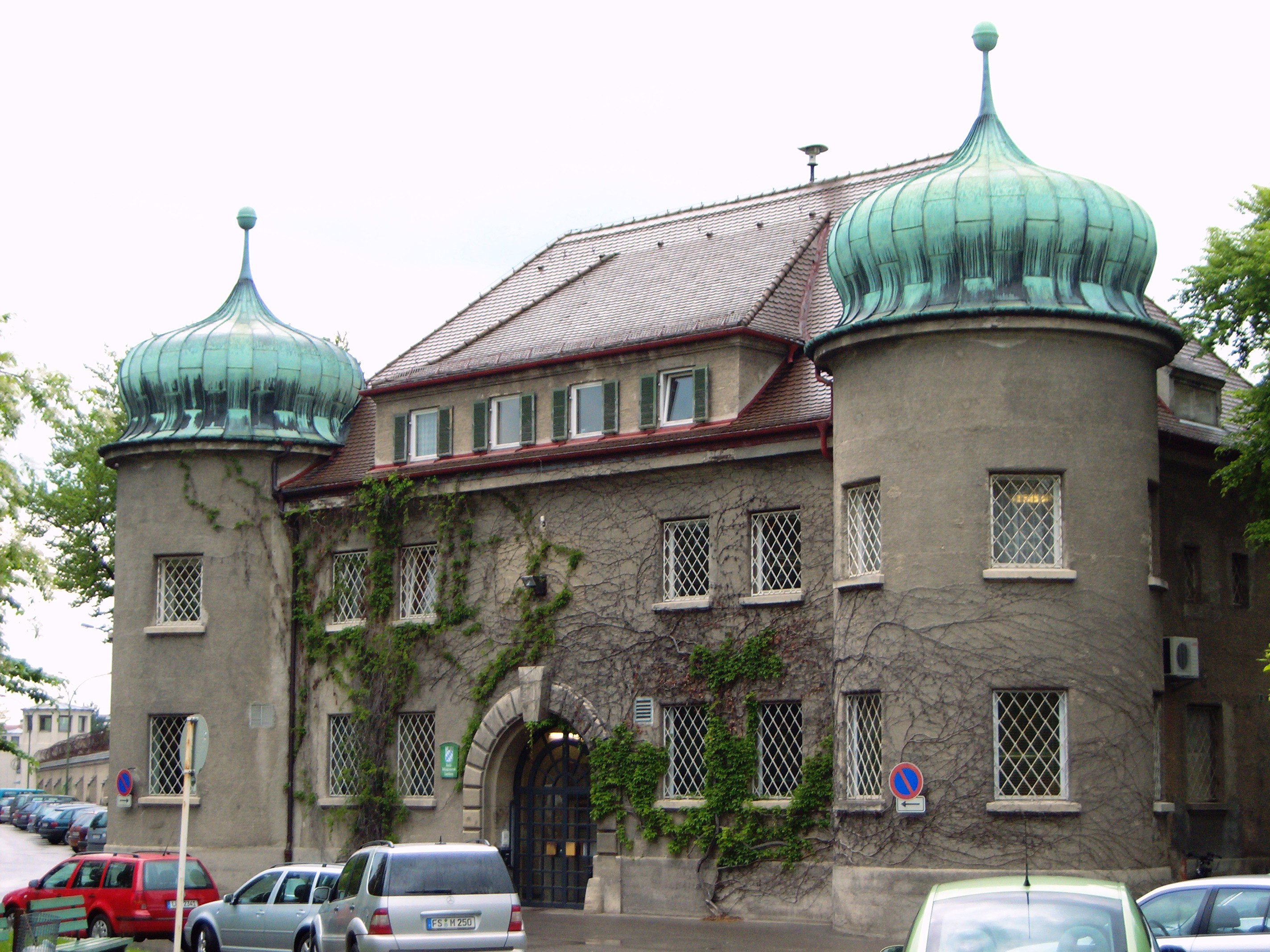
Prisão de Landsberg, onde Oswald Pohl e cerca de 150 criminosos de guerra nazistas foram enforcados.

No fim da guerra, Pohl fugiu e escondeu-se na Baviera e depois nos subúrbios de Bremen, onde foi encontrado e preso pelos britânicos em 27 de maio de 1946. No ano seguinte foi julgado por um tribunal militar americano e condenado à morte por crimes de guerra, crimes contra a humanidade e assassinatos em massa cometidos em campos de concentração pela SS, dos quais tinha o comando administrativo geral. Entretanto, não foi executado imediatamente, tendo a oportunidade de fazer vários apelos jurídicos e humanitários até à Igreja Católica, com quem se reconciliou após tê-la abandonado em 1935.
Após diversas revisões do processo e apelações negadas, Oswald Pohl foi finalmente enforcado na prisão de Landsberg em 7 de junho de 1951, insistindo sempre na sua inocência por ter sido "um simples funcionário" do Estado.